# Mojarra asada
La mojarra asada es un plato típico ancestral de la nacionalidad Chachi, población ubicada en tres zonas de la provincia de Esmeraldas en Ecuador.  Se prepara con un pescado endémico denominado mojarra que en idioma cha’palaa se denomina chinbuya.

## Descripción
La mojarra es un pez nativo de agua dulce. Se puede encontrar debajo de piedras de ríos cercanas a las comunidades. Este plato es asado a carbón, para su preparación no necesita condimentos. La pesca y su forma de preparación es enseñada de generación en generación de madres y padres a sus hijos, consolidándose como un plato tradicional y ancestral. El consumo de este alimento es durante los meses de junio a diciembre, debido a que el tiempo y el clima facilitan la pesca. Esta comida contiene valor nutricional con altos porcentajes en calcio, hidrato de carbono y fibra.

## Preparación
Una vez pescado la mojarra, limpia las vísceras y las escamas, se lava con abundante agua, y se pone sal, una vez condimentado se coloca a la brasa del carbón durante 15 minutos. Se sirve en un plato junto con verde cocinado en trozos o molido. El verde es una especie de plátano conocido como bala o panda lu’ta, en idioma cha’palaa, idioma de la Nacionalidad Chachi.